# 1300-летие Болгарского государства
1300-летие Болгарского государства - праздничные мероприятия, проведённые в 1981 году в ознаменование болгарской истории и государственных традиций, отсчитываемых от так называемой Дунайской Болгарии.
Идея масштабной культурной программы в честь годовщины принадлежала председателю Комитета по культуре и искусству Болгарии (в ранге министра) члену Политбюро ЦК БКП Людмиле Живковой, дочери Тодора Живкова.
В 1970-х годах мир стал свидетелем нескольких важных юбилеев: Иран отметил 2500-летие основания персидского государства; Польша отметила своё тысячелетие, а США — 2 столетия. В то же время в социалистической Болгарии все чаще говорили о грандиозном праздновании 1300-летия основания Болгарского государства, которое должно было состояться в 1981 году. В 1976 году впервые было принято решение отметить юбилей.
В 1981 году проведено около 23 000 мероприятий, связанных с юбилеем, таких как открытие памятников и зданий, культурные и спортивные мероприятия и многое другое, включая издание памятных книг. По этому поводу была издана шеститомная энциклопедия «История Болгарии».
Юбилей отмечался эффектно, в том числе с помощью фильма «Хан Аспарух» — об основателе Дунайской Болгарии. Однако партийные и государственные лидеры опасались, что Советский Союз обвинит их в националистической предвзятости, хотя история, культура и болгарское государство являются одними из старейших в Европе. Вклад в развитие распространение христианства и цивилизации в целом, которая в наше время знает и завоевывает мир.

## Примечание
1. ↑  1981 год: 13 веков болгарского государства. Дата обращения: 1 октября 2021. Архивировано 1 октября 2021 года.
2. ↑  Проектът «1300 години България» — разточителна грандомания или невиждано културно достижение? Дата обращения: 1 октября 2021. Архивировано 14 августа 2021 года.
3. ↑  La culture bulgare, une des plus anciennes d’Europe. Дата обращения: 1 октября 2021. Архивировано 15 сентября 2021 года.